# Crystal Time〜谷村有美 コンプリート・レコーディングス Sony Music Years BOX〜
『Crystal Time 〜谷村有美 コンプリート・レコーディングス Sony Music Years BOX〜』（クリスタルタイム〜たにむらゆみ コンプリート・レコーディングス ソニー・ミュージックイヤーズ・ボックス〜）は、谷村有美初のボックス・セット。2007年12月19日にソニー・ミュージックダイレクトから発売された。

## 概要
- 2007年、谷村有美デビュー20周年記念企画。
- これまでCBS・ソニー→ソニーレコードからリリースのオリジナル・アルバム全10作、全てリマスタリング。
- ミニ・アルバム『White Songs』、オリジナル・アルバム未収録曲中心に収録したプレミアムCD1枚、1989年の渋谷公会堂での初のライブ映像の一部を収録したプレミアムDVD1枚、計13枚を紙ジャケット仕様でCD-BOXに収納。
- プレミアムフォトブックも同梱。
- 「今夜あなたにフラれたい」「虹のふもとで」「KILLER BOLLOW（「FACE UP」C/W）」「Our days」のオリジナル・アルバム未収録4曲は本作プレミアムCD収録対象外楽曲となった。

## 収録内容
- Disc.1 - BELIEVE IN
- Disc.2 - Face
- Disc.3 - Hear
- Disc.4 - PRISM
- Disc.5 - 愛は元気です。
- Disc.6 - White Songs
- Disc.7 - Docile
- Disc.8 - 愛する人へ〜A MON COEUR〜
- Disc.9 - 幸福の場所
- Disc.10 - 圧倒的に片想い
- Disc.11 - Daybreak
- Disc.12 - プレミアムCD

1. 元気出してよ（re-mix） [4:18]
作詞・作曲：谷村有美　編曲：小林信吾
  - ベスト・アルバム『with II』に収録。
2. 21世紀の恋人 [4:24]
作詞：神沢礼江、作曲：柴矢俊彦、編曲：西脇辰弥
  - テレビアニメ『21エモン』前期エンディングテーマ。ミニ・アルバム『White Songs』にリミックスで収録。
  - シングル・バージョンは、1991年に発売されたコンピレーションアルバム『ロック&ポップス・ステーション』（SRCL-2124・8月23日発売）『〈ウィンター・ドライヴ・ミュージック〉安比~ロック&ポップス』（SRCL-2217・11月21日発売）・『最新TVテーマ・CFソング・ベスト・ヒット!』（SRCL-2273・12月21日発売）に収録された。
3. 幸せ探して [5:20]
作詞・作曲：遠藤京子　編曲：西平彰
  - ベスト・アルバム『with』にリミックスで収録。
4. しあわせの涙 [4:27]
作詞・作曲：谷村有美　編曲：十川知司
  - ベスト・アルバム『with II』に収録。
5. フリージア [4:06]
作詞・作曲：谷村有美　編曲：前嶋康明
  - コンピレーション・アルバム『この愛の始まりも 恋の終わりも』書き下ろし楽曲。
6. バーボンストリート（SUPER CM VERSION/SPECIAL学園祭MIX<どーなの編>）
作詞：谷村有美　作曲・編曲：西脇辰弥
  - シングル「パレード・パレード」カップリング曲。
7. 恋しているから [4:22]
作詞：森本抄夜子　作曲：谷村有美　編曲：大村雅朗
  - シングル「いちばん大好きだった」カップリング曲。
8. ためいき色のタペストリー（Retake Version） [4:43]
作詞：谷村有美　作曲：大村雅朗　編曲：西脇辰弥
  - ベスト・アルバム『with』に収録。
9. LOVE IS OVER （piano forte version） [4:46]
作詞・作曲：谷村有美
  - コンピレーション・アルバム『この愛の始まりも 恋の終わりも』に収録。
  - オリジナル音源はアルバム『Daybreak』に収録。
10. 永遠のはじまり [4:36]
作詞：神沢礼江　作曲：谷村有美　編曲：西脇辰弥
  - ベスト・アルバム『with』にリミックスで収録。
11. BLUEじゃいられない（Saturday Night Party Mix）「お祭り好きな私がこんなにふさいでいるなんて」の巻 [6:36]
作詞：谷村有美　作曲・編曲：西脇辰弥
  - シングル「友達」カップリング曲。
12. Boy Friend [5:23]
作詞・作曲：谷村有美　編曲：松本晃彦
  - 1988年にリリースされたシングル音源。
  - 1989年リリース『Hear』は別音源で収録。
  - ベスト・アルバム『with』にリミックスで収録。
13. Instrumental Part II [4:52]
作曲：谷村有美　編曲：前嶋康明
  - シングル「虹のふもとで」カップリング曲。
14. せめてものI LOVE YOU （Live Version） [4:02]
作詞・作曲・編曲：谷村有美
  - 1997年2月4日茨城県東茨城郡小川町（現：小美玉市）文化センターにて行われたコンサート音源を収録。
15. 笑顔 [5:47]
作詞・作曲：谷村有美　編曲：岡ナオキ
  - 松浦亜弥への提供曲。
  - 元々CSニュース専門チャンネル「日テレNEWS24」2006年末特番用に、書き下ろした曲を松浦がカバー。
  - 本作での音源はセルフカバーにあたる。